# Békéssámson
Békéssámson este un sat în districtul Orosház, județul Békés, Ungaria, având o populație de 2.532 de locuitori (2011). 

## Demografie
Componența etnică a satului Békéssámson
     Maghiari (98,91%)
     Alții (1,09%)
Componența confesională a satului Békéssámson
     Fără religie (30,09%)
     Romano-catolici (26,18%)
     Reformați (13,23%)
     Necunoscută (28,79%)
     Alte religii (4,94%)
Conform recensământului din 2011, satul Békéssámson avea 2.532 de locuitori. Din punct de vedere etnic, majoritatea locuitorilor (98,91%) erau maghiari. Nu există o religie majoritară, locuitorii fiind persoane fără religie (30,09%), romano-catolici (26,18%) și reformați (13,23%). Pentru 28,79% din locuitori nu este cunoscută apartenența confesională.